# St. Lucie County
St. Lucie County är ett administrativt område i delstaten Florida, USA, med 277 789 invånare. Den administrativa huvudorten (county seat) är Fort Pierce.

## Geografi
Enligt United States Census Bureau har countyt en total area på 1 782 km². 1 483 km² av den arean är land och 299 km² är vatten.

### Angränsande countyn
- Indian River County, Florida - nord
- Martin County, Florida - syd
- Okeechobee County, Florida - väst

### Orter
- Fort Pierce (huvudort)
- Port St. Lucie